# Federico Cifuentes Pérez

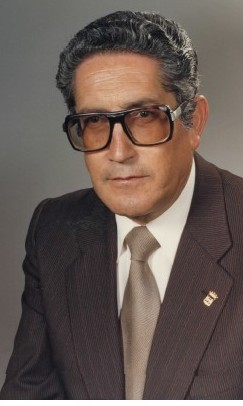
Federico Cifuentes Pérez

Federico Cifuentes Pérez (Ávila, 1931 - La Coruña, 1 de noviembre de 2012) fue un político español. Primer presidente de la Diputación Provincial de Pontevedra en democracia, jefe de la alta inspección del estado en Galicia, inspector de educación y maestro.

## Biografía
Nació en Ávila en 1931, hijo de Federico y Mercedes, obtuvo el título de maestro en Primaria en el año 1947. Cursó estudios de Filosofía y Letras en la sección de Pedagogía en la Universidad Complutense de Madrid, promoción de 1956. Inicia su actividad profesional como profesor del colegio Santiago Apóstol de 1957 a 1960. Ingresó por oposición en el cuerpo de Inspección de enseñanza primaria del Estado en 1963, siendo destinado a la provincia de Pontevedra. 
Contrajo matrimonio en el año 1963 con Mª del Rosario Cordero Solís, maestra de educación primaria. Fue secretario de la inspección provincial de Pontevedra de 1964 a 1969.En 1969 fue nombrado Inspector Jefe de la plantilla provincial de Pontevedra, en cuyo cargo permaneció hasta 1976. En este mismo año fue nombrado director técnico de la Ciudad Infantil Príncipe Felipe, dependiente de la Diputación de Pontevedra.
Tomó parte en las elecciones municipales de 1979 por el partido político de Unión de Centro Democrático y el 26 de abril de este mismo año fue elegido Concejal del Ayuntamiento de Pontevedra, Diputado Provincial y Presidente de la Diputación Provincial de Pontevedra hasta el año 1983, en el que decide abandonar la política activa y le sucede en el cargo Mariano Rajoy Brey.
En el año 1986 fue nombrado Director de la Alta Inspección del Estado en Galicia por el Ministerio de Educación y Ciencia. Se jubiló en 1996. En 1998 fue nombrado miembro del Consejo Escolar de Galicia por el apartado de "personalidades de reconocido prestigio en el campo de la educación" donde permaneció hasta el año 2000. 
Ha sido delegado provincial de Asociaciones y de Cultura; profesor colaborador del Instituto de Ciencias de la Educación de la Universidad de Santiago de Compostela y corresponsal del Instituto de Estudios Políticos.

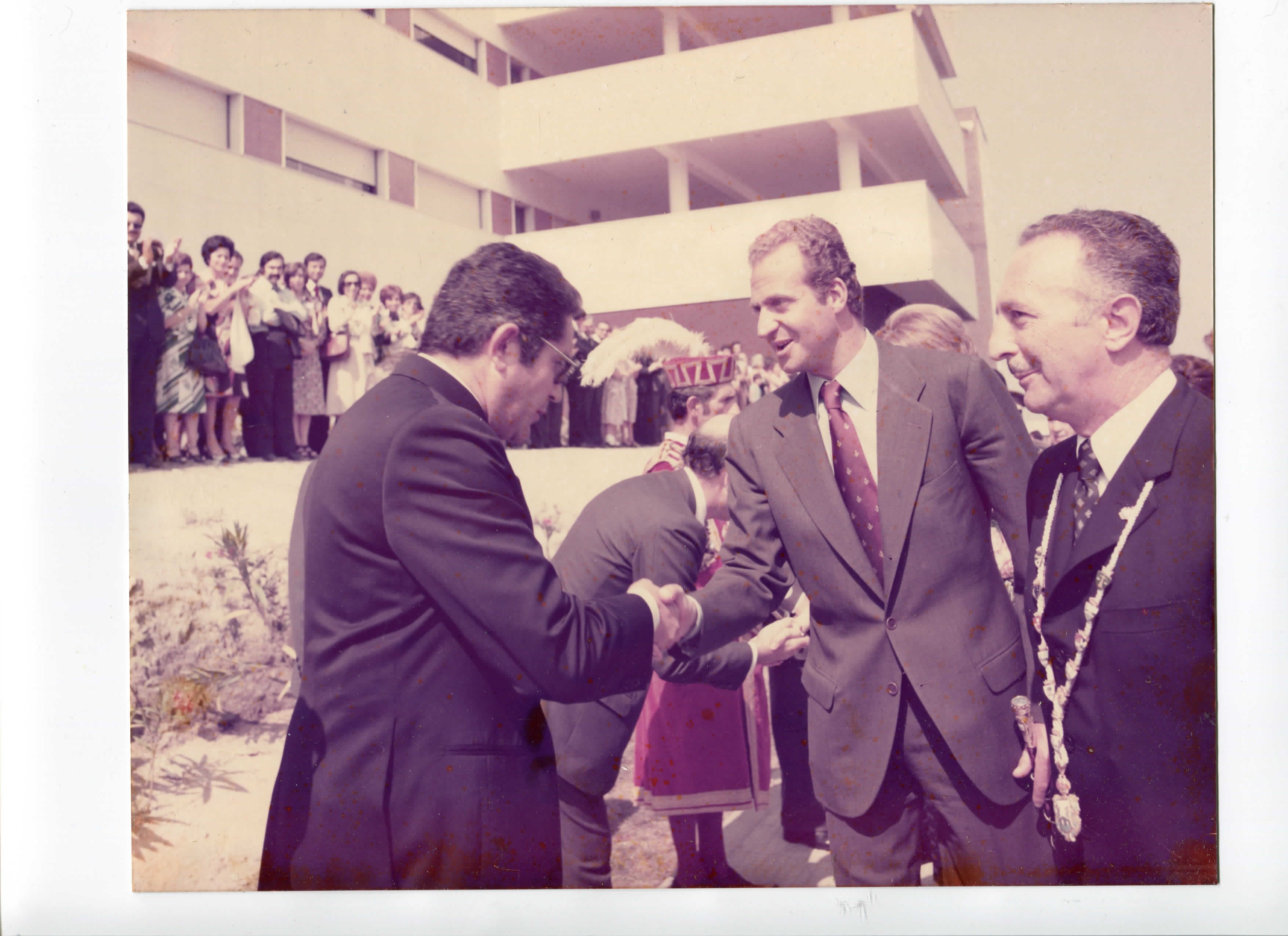
Federico Cifuentes y Juan Carlos I.

Falleció en La Coruña el 1 de noviembre de 2012 a los 81 años de edad.

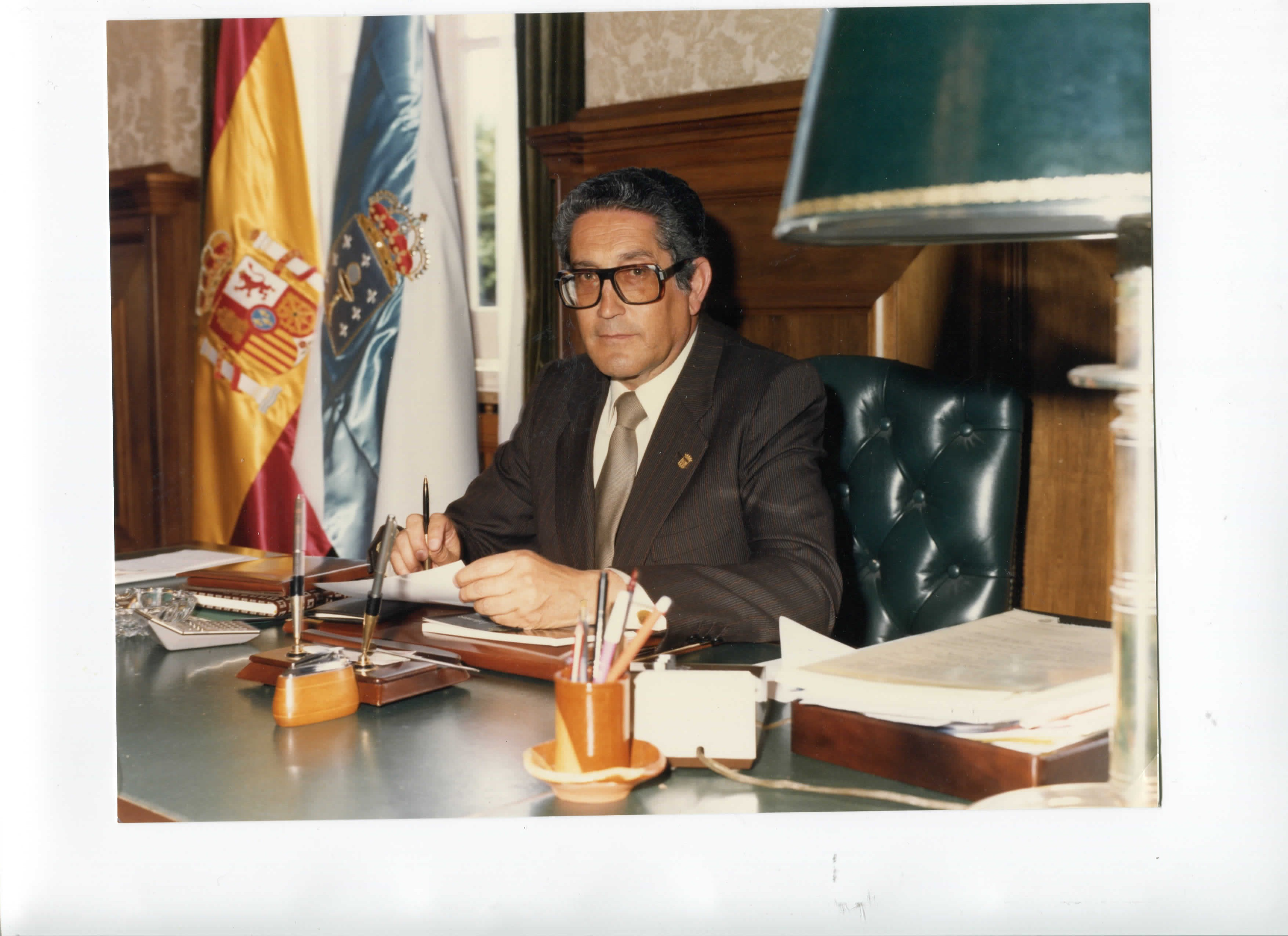
Presidente de la Diputación de Pontevedra